# 88º Reggimento fanteria "Friuli"
L'88º Reggimento Fanteria "Friuli" è stato una unità militare del Regio Esercito e dell'Esercito Italiano che ha operato per tre quarti di secolo tra la fine del XIX e la prima metà del XX secolo.

## Storia
L'88º Reggimento Fanteria è stato costituito a Milano il 1º novembre 1884 ed inquadrato con il gemello 87° nella Brigata "Friuli". 
e già nel 1885 l'anno successivo alla sua costituzione personale del reggimento partecipa alla campagna d'Eritrea.
Personale del reggimento venne poi mobilitato anche in occasione di un'altra impresa coloniale italiana in occasione della conquista della Libia del 1911 - 12.

### Prima guerra mondiale
Nel corso della prima guerra mondiale il reggimento ha combattuto a Monte Cosich, Cave di Selz, Monte Mosciagh e nella Conca di Plezzo, concludendo il conflitto in Val Lagarina. Tra coloro che durante il conflitto vennero arruolati nell'88º Reggimento vi fu Antonio De Curtis.

### Tra le due guerre
Con l'attuazione della legge 11 marzo 1926 sull'ordinamento dell'esercito, prese il nome di 88º Reggimento fanteria "Friuli" e successivamente, a seguito della formazione delle Brigate su tre reggimenti, venne assegnato alla XXª Brigata di Fanteria unitamente ai Reggimenti 21° e 22º fanteria "Cremona", articolato su due battaglioni.
Nel 1935-36 prese parte al conflitto in Etiopia, fornendo a reggimenti e reparti vari mobilitati sei ufficiali e diciotto soldati.
Il 15 settembre 1939 venne assegnato con l'87º Reggimento fanteria e il 35º Reggimento artiglieria alla 20ª Divisione fanteria "Friuli".

### Seconda guerra mondiale
Allo scoppio della seconda guerra mondiale il reggimento viene schierato al confine francese. La fisionomia organica era la seguente:
- Comando
- Compagnia comando
- Tre battaglioni fucilieri,
- Compagnia mortai da 81,
- Batteria armi di accompagnamento da 65/17 sostituiti in seguito con cannoni da 47/32

Nel 1941 il reggimento prese parte alla campagna contro la Jugoslavia.
Nel 1942 venne rischierato in Corsica nel 1942, dove dopo l'armistizio dell'8 settembre prese parte ai combattimenti contro i tedeschi.
Lasciata la Corsica, nel novembre 1943 venne trasferito in Sardegna, successivamente, dopo lo sbarco a Napoli venne dislocato per l'addestramento con i nuovi equipaggiamenti (inglesi) nel Sannio, perfezionato in Radda in Chianti e poi entrando a far parte nel settembre 1944 nel Gruppo di Combattimento "Friuli", con cui ha operato dai primi del 1945 sul fronte del Senio e successivamente ha preso parte alla liberazione di Bologna.

### Dal dopoguerra allo scioglimento
Nel dopoguerra, l'88º Reggimento venne inquadrato nella Divisione di fanteria "Friuli", ricostituita Il 15 ottobre 1945 dal Gruppo di combattimento "Friuli", rimanendo in forza alla grande unità fino al 30 novembre 1958, quando la Divisione venne riconfigurata a livello di Brigata e il reggimento soppresso.